# Melmerby (Kumbria)
Melmerby – wieś w Anglii, w Kumbrii, w dystrykcie (unitary authority) Westmorland and Furness. Leży 29 km na południowy wschód od miasta Carlisle i 394 km na północny zachód od Londynu.